# Two Worlds (album)
Two Worlds – drugi studyjny album niemieckiego DJ i producenta, ATB. Ten podwójny album został wydany w 2000 roku. Każda z płyt jest dla różnego słuchacza. Pierwsza płyta The World of Movement to dansowe brzmienia, druga The Relaxing World to chill-out.

## Lista utworów

### Płyta 1 – The World of Movement
1. "See U Again"
2. "Love Will Find You" (feat. Heather Nova)
3. "The Summer"
4. "Loose the Gravity"
5. "Feel You Like a River" (feat. Heather Nova)
6. "The Fields of Love" (feat. York)
7. "Let U Go" (3:54)
8. "Bring It Back"
9. "Hypnotic Beach"
10. "Fall Asleep"
11. "Klangwelt"

### Płyta 2 – The Relaxing World
1. "First Love"
2. "Feel You"
3. "The Summer" (Ibiza Influence Version)
4. "Engrossing Moments"
5. "Timeless"
6. "Repulse"
7. "Enigmatic Encounter" (feat. Enigma)
8. "Sensuality"
9. "Endless Silence"